# Nacerdes transfretalis
Nacerdes transfretalis es una especie de coleóptero de la familia Oedemeridae.

## Distribución geográfica
Habita en Taiwán (China).